# Els costums de Cambodja

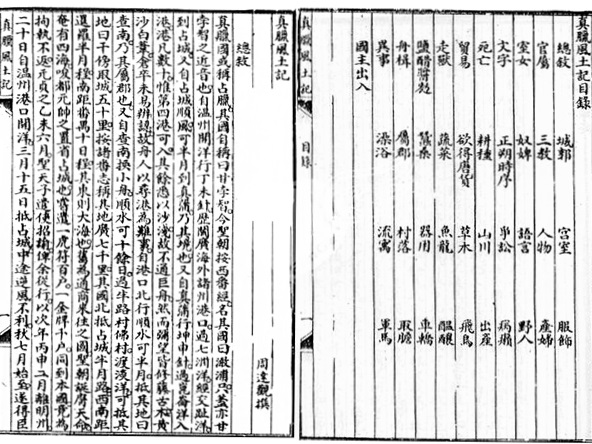
Els Costums de Cambodja de Zhou Daguan

Els Costums de Cambodja o Un Resgistre de Cambodja: la Terra i les seves Persones (Xinès: 真臘風土記) és un document escrit pel funcionari xinès Zhou Daguan (真臘風土記; Chou Ta-kuan; francès: Tcheou Ta-Kouan) en el transcurs d'una estada a Angkor, entre el 1296 i el 1297. Aquest document té una gran rellevància històrica, ja que és l'únic escrit en primera persona que ha arribat fins al dia d'avui, on s'exposa la vida diària a l'imperi Khmer. A part d'aquest, les úniques mostres escrites que han sobreviscut són les inscripcions als murs dels temples.

## Obra original xinesa
El llibre és una descripció de Cambodja per part de Zhou, que va visitar el país formant part d'una delegació diplomàtica oficial enviada per Temür Khan el 1296 per fer entrega d'"un edicte imperial". No queda clar quan es va acabar, però va ser escrit en els 15 anys posteriors al retorn de Zhou a la Xina, el 1297. N o obstant, es considera que la obra que ha arribat als nostres dies és una versió truncada de l'original, potser representant només una tercera part del document. Un bibliòfil del segle xvii, Qian Zeng (錢曾), va anotar l'existència de dues versions diferents: una edició de la dinastia Yuan; l'altra inclosa en una antologia de la dinastia Ming, anomenada Mar d'Històries Antigues i Noves (古今说海, Gu jin shuo hai). La versió de la dinastia Ming va ser descrita com "embolicada i reescrita, faltant sis o set dents, gairebé sense constituir un llibre pròpiament". Tanmateix, la versió de la dinastia Yuan ja no existeix, motiu pel qual la versió actual es basa principalment en la versió de la dinastia Ming.

## Contingut
El llibre descriu Yasodharapura, la capital i centre d'Angkor, així com la vida diària del palau i els seus protocols. També descriu els costums i les pràctiques religioses, el paper de la dona i dels esclaus, el comerç i la vida de la ciutat, l'agricultura, els xinesos de Cambodja i altres aspectes de la societat. També s'inclou la descripció de la flora i la fauna de la regió, el menjar, i els contes que s'hi expliquen.
Es considera que les descripcions del llibre són, en general, acurades, tot i que s'han detectat diversos herrors; un exemple és la religió hinduista local, que Zhou va descriure com confucionista o daoista, o les mesures de longitud i distància, que sovint són menys exactes.
Sobre el Palau Reial:
Sobre les cases dels Khmers:
Sobre una processó reial d'Indravarman III:
Sobre l'armari del rei :
Sobre les dones de Angkor: